# Majlis (Saoedi-Arabië)
De Majlis al-Shura in Saoedi-Arabië is een raad die advies geeft aan de koning. De majlis werd in 1993 door koning Fahd ingevoerd. De majlis telt 150 leden en is een adviesraad voor de koning. De majlis heeft wel de bevoegdheid om wetsvoorstellen te doen, maar mag hier niet over beslissen. De koning, die tevens premier is, beslist over deze wetsvoorstellen.
De helft van de zetels in de majlis is verkiesbaar, de andere helft van de zetels wordt benoemd door de koning. Sinds januari 2013 zijn 30 van de 150 zetels gereserveerd voor vrouwen. Deze 30 vrouwen zijn door de koning benoemd en dus niet gekozen. Vrouwen zijn anno 2013 überhaupt niet verkiesbaar, pas in 2015 zullen vrouwen tijdens de gemeenteraadsverkiezingen voor het eerst verkozen worden. De vrouwelijke leden van de majlis blijven bij vergaderingen achter een muur zitten, omdat de scheiding van mannen en vrouwen ook in het parlement geldt.